# Mustametsa (Kuusalu)
Mustametsa – wieś w Estonii, w prowincji Harju, w gminie Kuusalu.